# Centurion: Defender of Rome
Pour les articles homonymes, voir Centurion (homonymie).
Centurion: Defender of Rome est un jeu vidéo de stratégie au tour par tour développé par Bits of Magic et publié par Electronic Arts en 1990 sur IBM PC avant d'être porté sur Amiga, FM Towns et Mega Drive. Le jeu se déroule dans la Rome antique en 275 avant Jésus Christ. Le joueur incarne un officier de la légion romaine et tente de conquérir le monde connu afin de se faire sacrer empereur. Sur une carte de l’Europe et l’Afrique du Nord, il gère ses provinces et déplace ses légions afin de prendre le contrôle de nouvelles régions par la force ou la négociation. Dans ses provinces, il peut notamment lever des taxes, recruter de nouvelles troupes, organiser des combats de gladiateurs et participer à des courses de chars. 

## Système de jeu
Centurion: Defender of Rome est un jeu vidéo de stratégie au tour par tour dans lequel le joueur incarne un officier de la légion romaine et tente de conquérir le monde connu afin de se faire sacrer empereur. Il se joue à la souris et au clavier et se déroule principalement sur une carte  qui représente l’Europe et l’Afrique du Nord et qui est divisée en province. Sur cette carte, le joueur gère les territoires qu’il contrôle et déplace ses légions. À chaque tour, il peut ainsi recruter une nouvelle légion dans une de ses provinces ou déplacer ou renforcer une légion existante. Lorsqu’une de ses légions pénètre dans un territoire ennemi, il peut être amené à négocier avec ses habitants, notamment si son empire est suffisamment puissant. Dans le cas contraire, il doit prendre le contrôle de la région par la force. Il peut alors sélectionner la formation que doit adopter son armée et définir sa manœuvre initiale (attaque frontale, position défensive,…). Sur une carte tactique, il peut ensuite contrôler individuellement ses légions. Le positionnement de son commandant est alors particulièrement important car celui-ci influence l’efficacité et le moral des troupes qui l’entourent. Outre les légions, le joueur peut également créer une flotte de guerre afin notamment de prendre le contrôle de la mer et ainsi de préparer d’éventuels débarquement, notamment pour attaquer la Grande-Bretagne, la Sicile ou Carthage. Les combats navals sont représentés par un duel de navires qui s’affronte à distance avant de tenter de s’éperonner. 
La gestion de ses provinces par le joueur peut l’amener à financer des combats de gladiateurs ou à participer à des courses de chars. Les premiers lui permettent de plus ou moins divertir son peuple, en fonction de l’intensité des combats, et  lui donnent la possibilité de gracier ou de condamner les gladiateurs en fonction de la satisfaction des spectateurs. Les courses de char lui permettent de gagner des fonds pour financer son armée ou diminuer les taxes. Lors de celles-ci, le joueur contrôle son char au clavier afin d’optimiser sa trajectoire ou de gêner ses adversaires.  

## Développement et publication
Centurion est imaginé par Kellyn Beck une version amélioré de ses précédents jeux vidéo de stratégie, dont notamment Defender of the Crown (1986), s’inspirant notamment des films Ben-Hur et Spartacus,. La conception et la programmation du jeu sont réalisées en collaboration avec Nicky et Evan Robinson et Ken Zarifies au sein du studio Bits of Magic,. Le jeu est publié par Electronic Arts en 1990 sur IBM PC avant d’être porté sur Amiga, FM Towns et Mega Drive.

## Accueil
| Centurion: Defender of Rome |      |       |
| Média                       | Nat. | Notes |
| ACE                         | GB   | 75 %  |
| Amiga Format                | GB   | 79 %  |
| CU Amiga                    | GB   | 85 %  |
| Dragon Magazine             | US   | 3/5   |
| Gen4                        | FR   | 89 %  |
| Joystick                    | FR   | 90 %  |
| Tilt                        | FR   | 16/20 |